# 홍영옥 (역도 선수)
홍역옥(1986년 8월 19일~)은 조선민주주의인민공화국의 역도 선수이다. 2008년 베이징 하계 올림픽에 조선민주주의인민공화국을 대표해 여자 라이트 헤비급(69kg)에 참가했다.